# Воріка (Оклахома)
Воріка (англ. Waurika) — місто (англ. city) в США, в окрузі Джефферсон штату Оклахома. Населення — 1837 осіб (2020).

## Географія
Воріка розташована за координатами 34°11′1″ пн. ш. 98°1′35″ зх. д. / 34.18361° пн. ш. 98.02639° зх. д. (34.183747, -98.026293).  За даними Бюро перепису населення США в 2010 році місто мало площу 32,36 км², з яких 32,33 км² — суходіл та 0,03 км² — водойми.

## Демографія
Згідно з переписом 2010 року, у місті мешкали 2064 особи в 810 домогосподарствах у складі 524 родин. Густота населення становила 64 особи/км².  Було 980 помешкань (30/км²).
Расовий склад населення:
| - 86,0 % — білих - 5,2 % — корінних американців - 1,4 % — чорних або афроамериканців - 0,3 % — азіатів - 3,3 % — осіб інших рас |

До двох чи більше рас належало 3,8 %. Частка іспаномовних становила 8,1 % від усіх жителів.
За віковим діапазоном населення розподілялося таким чином: 25,0 % — особи молодші 18 років, 58,0 % — особи у віці 18—64 років, 17,0 % — особи у віці 65 років та старші. Медіана віку мешканця становила 38,3 року. На 100 осіб жіночої статі у місті припадало 103,6 чоловіків;  на 100 жінок у віці від 18 років та старших — 99,6 чоловіків також старших 18 років.
Середній дохід на одне домашнє господарство  становив 46 267 доларів США (медіана — 31 964), а середній дохід на одну сім'ю — 55 691 долар (медіана — 39 018). Медіана доходів становила 36 563 долари для чоловіків та 22 436 доларів для жінок. За межею бідності перебувало 26,2 % осіб, у тому числі 35,4 % дітей у віці до 18 років та 16,4 % осіб у віці 65 років та старших.
Цивільне працевлаштоване населення становило 856 осіб. Основні галузі зайнятості: освіта, охорона здоров'я та соціальна допомога — 20,4 %, мистецтво, розваги та відпочинок — 12,5 %, сільське господарство, лісництво, риболовля — 11,9 %, роздрібна торгівля — 11,6 %.